# کاساس دبس

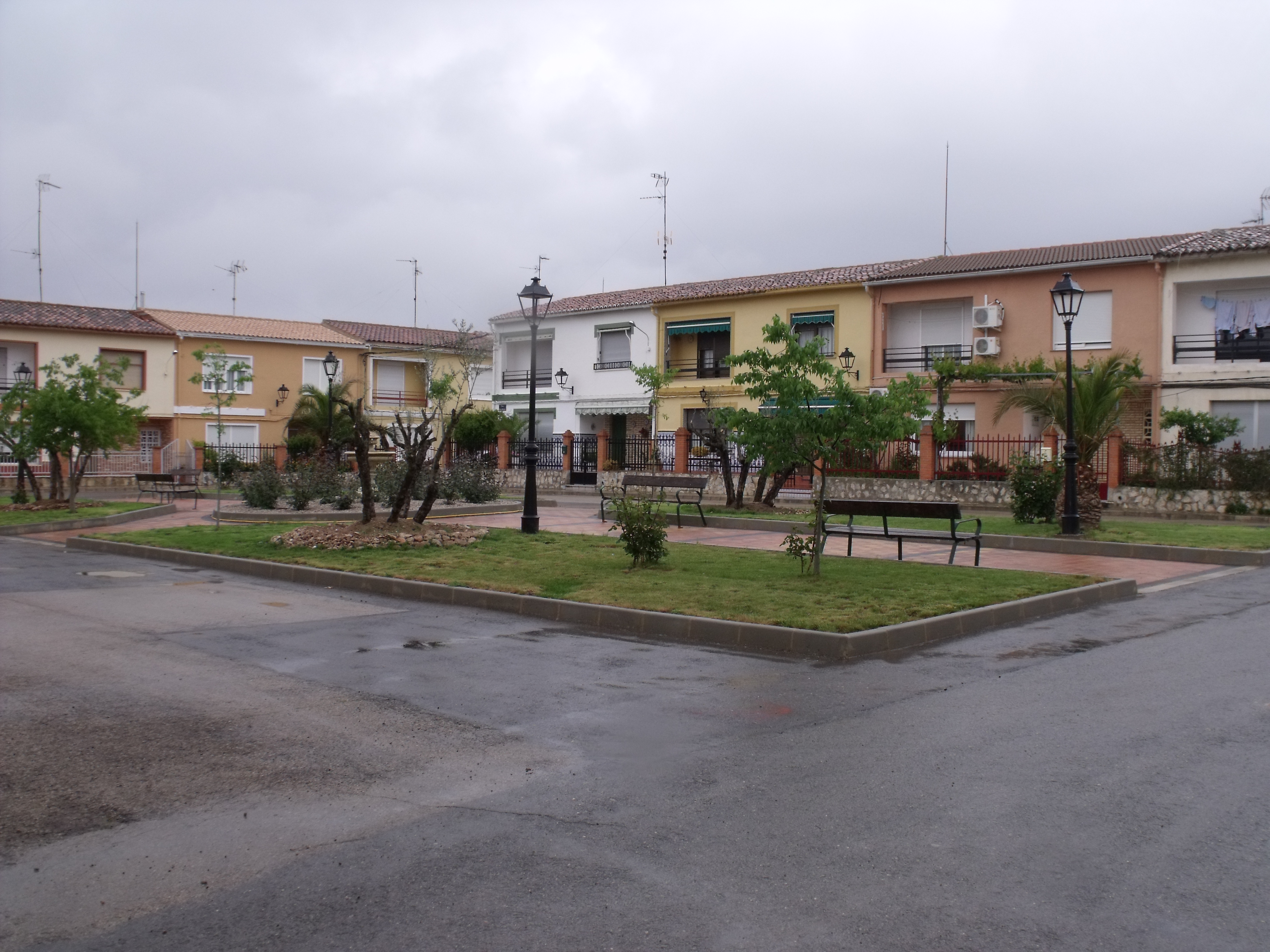

کاساس د بس دهستانی در استان آلباستهٔ اسپانیا است.
در این دهستان ۸۲۵ نفر زندگی می‌کنند. مساحت این دهستان ۱۲۵٫۳۹ کیلومتر مربع است.